# The Anarchist Cookbook
The Anarchist Cookbook ("Il Ricettario Anarchico"), pubblicato per la prima volta nel 1971, è un libro contenente istruzioni per la fabbricazione artigianale di esplosivi, rudimentali dispositivi di phreaking per telecomunicazioni e armi, nonché istruzioni per la fabbricazione casalinga di droghe illecite, tra cui l'LSD. Fu scritto da William Powell all'apice dell'era della controcultura per protestare contro il coinvolgimento degli Stati Uniti nella guerra del Vietnam. Powell si convertì all'anglicanesimo nel 1976 e in seguito tentò di far ritirare il libro dalla circolazione. Tuttavia, il copyright apparteneva all'editore, che ne continuò la circolazione fino all'acquisizione della società nel 1991. La sua legalità è stata messa in discussione in diverse giurisdizioni.

## Storia

### Creazione
The Anarchist Cookbook fu scritto da William Powell quando era adolescente e pubblicato per la prima volta nel 1971 all'apice dell'era della controcultura per protestare contro il coinvolgimento degli Stati Uniti nella guerra del Vietnam. Powell trasse ispirazione per il suo testo dalle sue esperienze con i veterani del Vietnam mentre viveva a New York, durante il quale i movimenti pacifisti degli anni '60 iniziarono a prendere una piega più violenta. Powell iniziò a progettare di diventare uno scrittore ma decise di intraprendere un percorso politico quando fu arruolato nella guerra del Vietnam, il che lo ispirò a scrivere "ricette" e in seguito a raccoglierle in un "ricettario". La visione iniziale dell'Anarchist Cookbook era di affiggere volantini didattici a New York, contenenti istruzioni su come lanciare correttamente una Molotov o su come preparare l'LSD. Queste "ricette" furono infine adattate per comporre un intero libro. Dal 1968 al 1970, Powell iniziò a fare ricerche nella U.S. Combat Bookshelf presso la New York Public Library, inclusi testi esterni a larga diffusione come The Boy Scout Handbook e testi anarchici come Fuck the System di Abbie Hoffman. Il manoscritto iniziale fu inviato a Lyle Stuart nel 1970.
Powell affermò che The Anarchist Cookbook era stato inizialmente concepito come un libro destinato a fornire istruzione alla "maggioranza silenziosa" della popolazione americana. Descrisse il libro come non destinato alle organizzazioni politiche estremiste esistenti, bensì progettato per galvanizzare un grande cambiamento sociale incitando la popolazione generale. L'obiettivo finale del testo era quello di fornire alla popolazione generale le competenze e le capacità per organizzarsi contro le minacce fasciste, capitaliste e comuniste. Powell affermò: «L'idea centrale del libro era che la violenza è un mezzo accettabile per realizzare un cambiamento politico», un sentimento a cui avrebbe rinunciato più avanti nella vita.

### Rimorso dell'autore
Dopo aver scritto il libro da adolescente, Powell si convertì all'anglicanesimo nel 1976 e in seguito tentò di farlo ritirare dalla circolazione. Nel 1979, Powell lasciò gli Stati Uniti, viaggiando in Medio Oriente, Africa e parti dell'Asia. Lavorò come membro della facoltà per scuole internazionali sostenute dagli Stati Uniti. Durante questo periodo, iniziò a scrivere di pedagogia e risoluzione dei conflitti. Ciò lo portò a rinunciare al suo libro e invece a fare una campagna per il suo ritiro dalla pubblicazione. Non fu in grado di fermare legalmente la pubblicazione dell'Anarchist Cookbook perché il copyright era rilasciato dall'editore originale Lyle Stuart e gli editori successivi che acquistarono i diritti mantennero il titolo in stampa. Powell rinunciò pubblicamente al suo libro in un articolo del 2013 chiedendo che il libro «andasse rapidamente e silenziosamente fuori stampa».
Powell ha avuto difficoltà a trovare un impiego per tutta la vita, avendo descritto il libro come «un'indiscrezione o un errore giovanile che può perseguitare qualcuno durante i suoi primi anni o anche più a lungo». Nel 2011, Powell e sua moglie, Ochan Kusuma-Powell, hanno fondato Next Frontier: Inclusion, un'organizzazione non-profit per bambini con disabilità dello sviluppo e difficoltà di apprendimento; l'hanno descritta come un mezzo per espiare la scrittura del testo. William Powell è morto di arresto cardiaco l'11 luglio 2016.

### Status della pubblicazione
Powell inviò originariamente il manoscritto a oltre 30 editori finché Lyle Stuart non acquistò il libro e il suo copyright. Powell ricevette delle royalties per il libro, circa 35.000$, finché non si separò dalla società nel 1976. Nonostante la protesta di Powell contro la continua pubblicazione del testo, il copyright del libro non appartenne mai al suo autore, ma al suo editore, Lyle Stuart Inc.. L'editore accettò di pubblicare il testo come tentativo di sfidare gli sforzi della Central Intelligence Agency (CIA) e del Federal Bureau of Investigation (FBI) per ottenere elenchi di persone che avevano preso in prestito libri ritenuti sovversivi. Stuart continuò a pubblicare il libro finché la società non fu acquistata nel 1991 da Steven Schragis, che decise di abbandonarla. Dei 2.000 libri pubblicati dalla società, fu l'unico che Schragis decise di smettere di pubblicare. Schragis ha affermato che gli editori hanno una responsabilità nei confronti del pubblico e che il libro non aveva alcuno scopo sociale positivo che potesse giustificare il fatto di mantenerlo in stampa. Il copyright è stato acquistato nel 2002 dalla Delta Press (nota anche come Ozark Press), un editore con sede in Arkansas specializzato in libri controversi, dove il titolo è il loro «volume più richiesto». A partire dal 2016, sono state vendute oltre due milioni di copie del libro.

## Riepilogo dei contenuti

### Prefazione
The Anarchist Cookbook inizia con una Prefazione, che descrive in dettaglio le intenzioni dell'autore per il testo. Al momento della stesura, Powell credeva che gli Stati Uniti stessero lentamente declinando verso il comunismo, quindi ritenne necessario scrivere un libro che guidasse le persone alla rivoluzione contro questa transizione. Sostenne l'idea di «riportare l'America a dove era duecento anni fa», ammettendo che i suoi ideali rivoluzionari erano in realtà reazionari. Powell inizia la sua Prefazione con la sua visione per il libro, ovvero su come avrebbe dovuto educare e galvanizzare il pubblico per apportare cambiamenti tangibili nei loro Paesi d'origine. Powell affermò che le organizzazioni politiche estremiste, come i Minutemen e i Weathermen, non erano il pubblico a cui intendeva rivolgersi il libro, che era stato scritto piuttosto per "la maggioranza silenziosa". Powell immaginava il popolo degli Stati Uniti ribellarsi a ciò che riteneva ideali capitalistici oppressivi e, in misura minore, contro i movimenti fascisti e comunisti.

### Contenuto
Powell inizia il contenuto del suo libro discutendo di anarchia e teoria anarchica. L'anarchia, secondo la sua definizione, è una rivolta di massa su larga scala del popolo, simile a quella della disobbedienza civile attraverso la violenza. Credeva che l'anarchia fosse lo stato innato di tutti gli individui e che quindi la natura umana avrebbe spinto le persone a partecipare a tali pratiche. Powell credeva che le attuali espressioni di politica, arte, musica ed educazione contenessero tutte principi innati di ideali anarchici, equiparando così l'anarchismo all'individualismo. Questo principio guida l'argomentazione di Powell poiché credeva che l'attuale clima politico e la guerra del Vietnam avessero minato i valori umani, quindi la rivoluzione basata sulla sua percezione della dignità umana e della libertà era ciò che lo spingeva a scrivere il libro. Conclude la sua introduzione avvertendo che le ricette presentate potrebbero avere conseguenze mortali se usate in modo improprio. I capitoli di The Anarchist Cookbook includono descrizioni e istruzioni dettagliate sul combattimento corpo a corpo, esplosivi, trappole esplosive, droga, gas lacrimogeni, sabotaggio e demolizione, sorveglianza, armi improvvisate e altri argomenti correlati all'anarchismo.

## Accoglienza

### Recensioni legali
Al momento della sua pubblicazione, un promemoria dell'FBI descriveva The Anarchist Cookbook come «uno degli sforzi di scrittura più rozzi, volgari e paranoici mai tentati». Il libro è stato esaminato dal Dipartimento di Giustizia, dalla Casa Bianca, dall'FBI e da John Dean e Mark Felt, rispettivamente l'avvocato di Richard Nixon e il direttore associato del direttore dell'FBI J. Edgar Hoover. Pur avendo preoccupazioni sul testo, l'FBI ha concluso che non poteva essere regolamentato in quanto pubblicato tramite i mass media. Inoltre, l'FBI ha stabilito che The Anarchist Cookbook non incita «alla resistenza violenta a nessuna legge degli Stati Uniti» ed è quindi protetto dal Primo Emendamento. Mentre gran parte del testo è stata ritenuta inaccurata, l'FBI ha concluso che il capitolo sugli esplosivi «appare essere accurato per la maggior parte degli aspetti». Fin dalla sua concezione, l'FBI ha conservato documenti sul libro, pubblicando la maggior parte del suo fascicolo investigativo nel 2010.

### Anarchismo
Il collettivo anarchico CrimethInc., che ha pubblicato il libro Recipes for Disaster: An Anarchist Cookbook in risposta, denuncia il precedente libro di Powell, affermando che «non è stato composto o pubblicato da anarchici, non deriva dalla pratica anarchica, non intende promuovere la libertà e l'autonomia o sfidare il potere repressivo – ed era a malapena un ricettario, poiché la maggior parte delle ricette in esso contenute sono notoriamente inaffidabili».

## Presenza nei media

### Internet/media
Gran parte della pubblicazione è stata copiata e resa disponibile come documento di testo online tramite siti Usenet e FTP ospitati in istituzioni accademiche nei primi anni '90, ed è stata resa disponibile tramite browsers Web dalla loro creazione a metà degli anni '90 fino a oggi. Il nome varia leggermente da Anarchist Cookbook ad Anarchy Cookbook e gli argomenti si sono ampliati notevolmente nei decenni successivi. Molti dei nuovi articoli sono stati attribuiti a un autore anonimo chiamato "The Jolly Roger".
La conoscenza del libro, o le pubblicazioni online copiate di esso, sono aumentate insieme all'aumento dell'accesso pubblico a Internet per tutta la metà degli anni '90. I giornali hanno pubblicato storie su quanto fosse facile reperire il testo e sull'influenza che potrebbe aver avuto su terroristi, criminali e adolescenti sperimentatori.

### Film
Il libro è stato un elemento centrale della commedia romantica del 2002 The Anarchist Cookbook. Le ripercussioni della pubblicazione del libro e il successivo disconoscimento del suo contenuto da parte dell'autore sono stati oggetto del film documentario del 2016 American Anarchist di Charlie Siskel. Nel film, William Powell spiega in modo approfondito i suoi pensieri sul libro e le conseguenze che ha avuto nella sua vita. Esplora ulteriormente i temi della responsabilità e le ripercussioni che questa decisione può avere sulla vita di una persona. La morte di Powell nel 2016 ha ricevuto poca copertura mediatica fino all'uscita di American Anarchist, che è uscito pochi mesi dopo la sua morte.

## Legalità

### Regno Unito
Il possesso dell'Anarchist Cookbook senza una scusa ragionevole è stato perseguito con successo ai sensi della Sezione 58 del Terrorism Act 2000.

### Casi degni di nota di presunto possesso
1973. Due attentati dinamitardi ai centri di reclutamento militare a Portland, Oregon, USA da parte di attivisti anti-guerra in una cospirazione che includeva l'accademico e libraio Frank Stearns Giese, in seguito ai quali è stato affermato in tribunale che The Anarchist Cookbook faceva parte della biblioteca del gruppo.
1976. La polizia ha collegato l'attentato al Grand Central Terminal e il dirottamento di un volo TWA ai radicali croati che hanno utilizzato le istruzioni di The Anarchist Cookbook.
1981. The Anarchist Cookbook è stato collegato ai ribelli portoricani che hanno eseguito un attentato contro un quartier generale dell'FBI utilizzando le istruzioni del libro. Thomas Spinks ha fatto riferimento al testo anche durante gli attentati di 10 cliniche per l'aborto negli Stati Uniti.
2002. Il governo canadese ha permesso che il libro venisse importato dagli Stati Uniti. La Canada Customs and Revenue Agency ha concluso che il libro non viola né le leggi sull'odio né quelle sull'oscenità, pertanto il precedente divieto sul testo è stato risolto.
2005. Gli attentatori dei trasporti pubblici di Londra sono stati collegati al libro.
2007. Un diciassettenne è stato arrestato nel Regno Unito e ha dovuto affrontare accuse ai sensi della legge antiterrorismo del Regno Unito per possesso dell'Anarchist Cookbook. È stato scagionato da tutte le accuse nell'ottobre 2008, dopo aver sostenuto di essere un burlone che voleva solo fare ricerche su fuochi d'artificio e fumogeni.
2010. Nella contea di Durham, nel Regno Unito, Ian Davison e suo figlio sono stati imprigionati ai sensi delle leggi antiterrorismo per la produzione di ricina. Il loro possesso dell'Anarchist Cookbook, insieme alla sua disponibilità, è stato notato dalle autorità. Ciò ha portato un giudice di Londra e la polizia a fare una campagna per far vietare il libro nel Regno Unito.
2012. The Anarchist Cookbook è stato scoperto essere in possesso di James Holmes, l'autore della sparatoria al cinema Aurora in Colorado, USA.
2013. Negli Stati Uniti sono state fatte nuove richieste per vietare il libro, citando i collegamenti a una sparatoria in una scuola ad Arapahoe, Colorado, e alle sparatorie di Santa Monica del 2013 di Karl Pierson.
2015. La senatrice statunitense Dianne Feinstein ha spinto per far rimuovere il libro dai database online.
2016. Al libro è stata rifiutata la classificazione dall'Office of Film and Literature Classification al momento della sua uscita, rendendolo così vietato in Australia. È stato nuovamente classificato RC il 31 ottobre 2016.
2017. Joshua Walker, un 27enne, è stato processato nel Regno Unito solo per il possesso del libro. È stato dichiarato non colpevole.
2021. Oliver Bel, un 23enne laureato in matematica all'Università di Cambridge, è stato condannato per «raccolta di informazioni utili a una persona che commette o prepara un atto di terrorismo» in base al suo possesso del libro e all'intenzione espressa di «dare inizio a una serie di omicidi» in combinazione con commenti razzisti e antisemiti online e ha ricevuto una condanna a 3 anni di reclusione, nonostante abbia addotto prove del fatto che possedeva il libro per scopi di ricerca accademica.
2021. Ben John, uno studente di 21 anni, è stato dichiarato colpevole di possesso di una copia del libro su un disco rigido del computer; gli è stata data una condanna sospesa e un giudice del Regno Unito gli ha detto di «leggere la letteratura classica», come Orgoglio e pregiudizio, solo per far sì che la Corte d'appello dichiarasse quell'ordine illegale, condannando John a tre anni: due anni di custodia, un anno di libertà vigilata.